# Antonio Mourelos
Antonio Mourelos (né le 12 juillet 1959 à Lugo, en Galice) est un acteur, doubleur et écrivain espagnol.

## Biographie
Les rôles les plus notables d'Antonio Mourelos sont celui de Juez dans Les Lundis au soleil (2002), celui de Santiago Táboas Freire dans la série télévisée Matalobos (es) (de 2009 à 2012) et son interprétation dans le court-métrage 1939, un berro no silencio en 2004.
En 2006 il publie son livre-trilogie A vida por diante.
De 2011 à 2013, il est président de l'Academia Galega do Audiovisual (gl).
Il tient le rôle de León Castro dans la série espagnole El secreto de Puente Viejo.

## Filmographie

### Cinéma
- 2002 : El alquimista impaciente : Comandante Pereira
- 2002 : Les Lundis au soleil de Fernando León : Juez
- 2003 : El lápiz del carpintero : Casal
- 2004 : El año de la garrapata : l'interviewer
- 2005 : Para que no me olvides : le médecin
- 2008 : Pradolongo : Lourenzo
- 2009 : Los muertos van deprisa : Matías
- 2010 : 18 comidas : Víctor

### Télévision
- 2001 : Terra de Miranda
- 2002 : Mareas Vivas
- 2003-2005 : As leis de Celavella
- 2004 : Rías Baixas
- 2005 : Cuéntame cómo pasó
- 2006 : El comisario
- 2008 : Os Atlánticos
- 2009 : Desaparecida
- 2009 : Padre Casares : Suso (sur TVG)
- 2009 : Los misterios de Laura
- 2009-2012 : Matalobos : Santiago Táboas
- 2011 : Libro de familia (2011-) : Ramón Balseiro (sur TVG)
- 2012 : Imperium : Octavio Sulpicio
- 2013 : El secreto de Puente Viejo : León Castro (sur Antena 3)
- 2014 : El tiempo entre costuras
- 2014 : Serramoura : Evaristo Fiúza (sur TVG)
- 2014 : Códice (sur TVG)
- 2018 : Fariña

### Réalisateur
- 2006 : S.O.S., court-métrage

### Doublage
- 2001 : Os vixilantes de camiño
- 2003 : Amor a Mantis
- 2011 : Olláparo

## Récompenses et distinctions
- 2003 : Premios Mestre Mateo (es) pour le meilleur acteur de soutien
- 2012 : Premios Mestre Mateo pour le meilleur acteur de soutien